# Lexington (Caroline du Nord)
Pour les articles homonymes, voir Lexington.
La ville de Lexington est le siège du comté de Davidson, situé en Caroline du Nord, aux États-Unis.

## Démographie
| Groupe            | Lexington | Caroline du Nord | États-Unis |
| ----------------- | --------- | ---------------- | ---------- |
| Blancs            | 54,7      | 68,5             | 72,4       |
| Afro-Américains   | 28,4      | 21,5             | 12,6       |
| Autres            | 10,7      | 4,4              | 6,4        |
| Asiatiques        | 2,9       | 2,2              | 4,8        |
| Métis             | 2,6       | 2,2              | 2,9        |
| Amérindiens       | 0,7       | 1,3              | 0,9        |
| Total             | 100       | 100              | 100        |
|                   |           |                  |            |
| Latino-Américains | 16,3      | 8,4              | 16,7       |

Selon l'American Community Survey, pour la période 2011-2015, 91,83 % de la population âgée de plus de 5 ans déclare parler anglais à la maison, alors que 3,02 % déclare parler l'espagnol, 1,06 % une langue chinoise, 0,50 % le coréen, 0,50 % le gujarati et 3,0 % une autre langue.
| 1870 | 1880 | 1890 | 1900  | 1910  | 1920  |
| ---- | ---- | ---- | ----- | ----- | ----- |
| 475  | 475  | 626  | 1 440 | 4 163 | 5 234 |

| 1930  | 1940   | 1950   | 1960   | 1970   | 1980   |
| ----- | ------ | ------ | ------ | ------ | ------ |
| 9 652 | 10 550 | 13 571 | 16 093 | 17 205 | 15 711 |

| 1990   | 2000   | 2010   | - | - | - |
| ------ | ------ | ------ | - | - | - |
| 16 581 | 19 953 | 18 931 | - | - | - |

## Galerie photographique

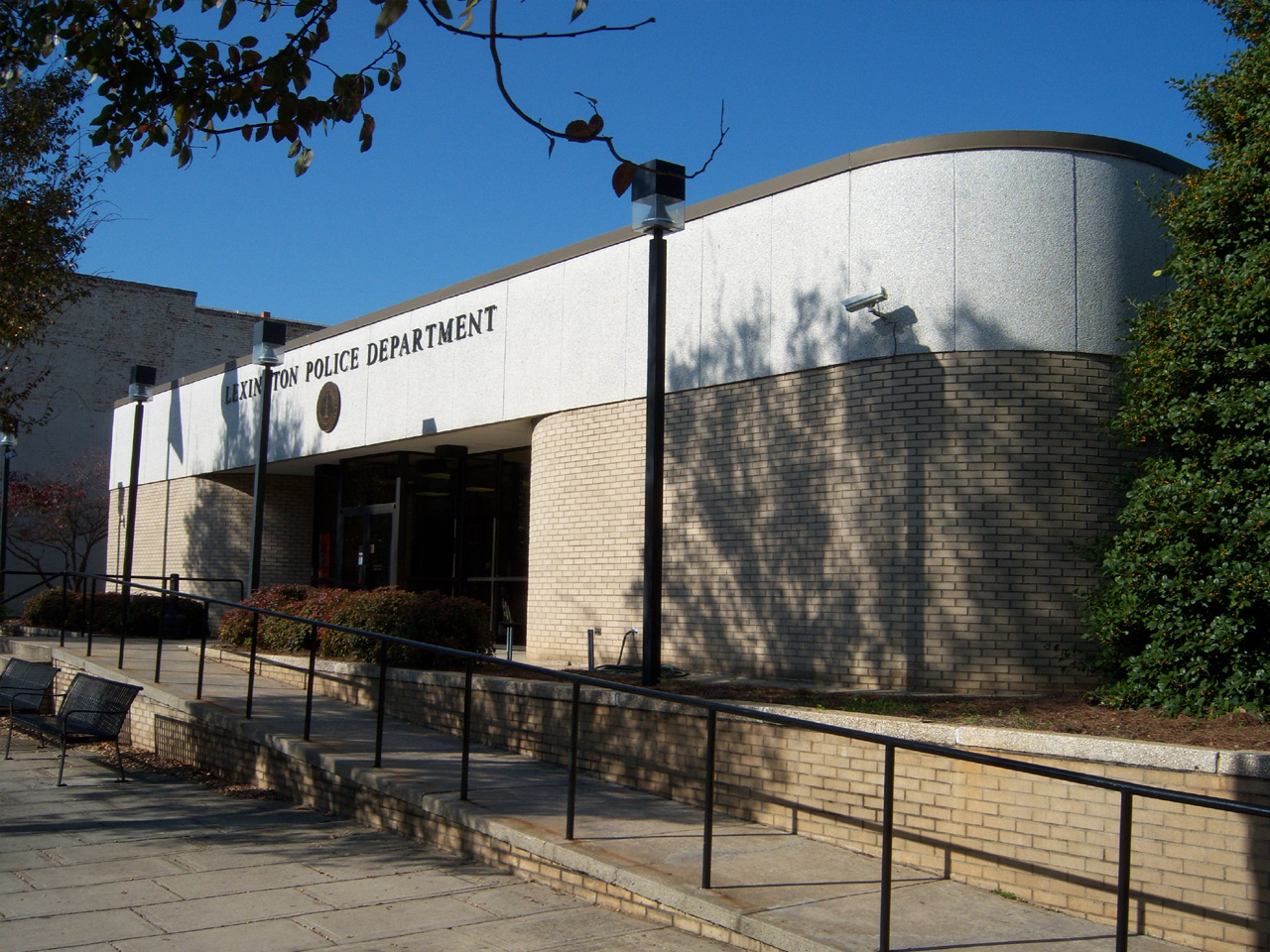
Hôtel de police.
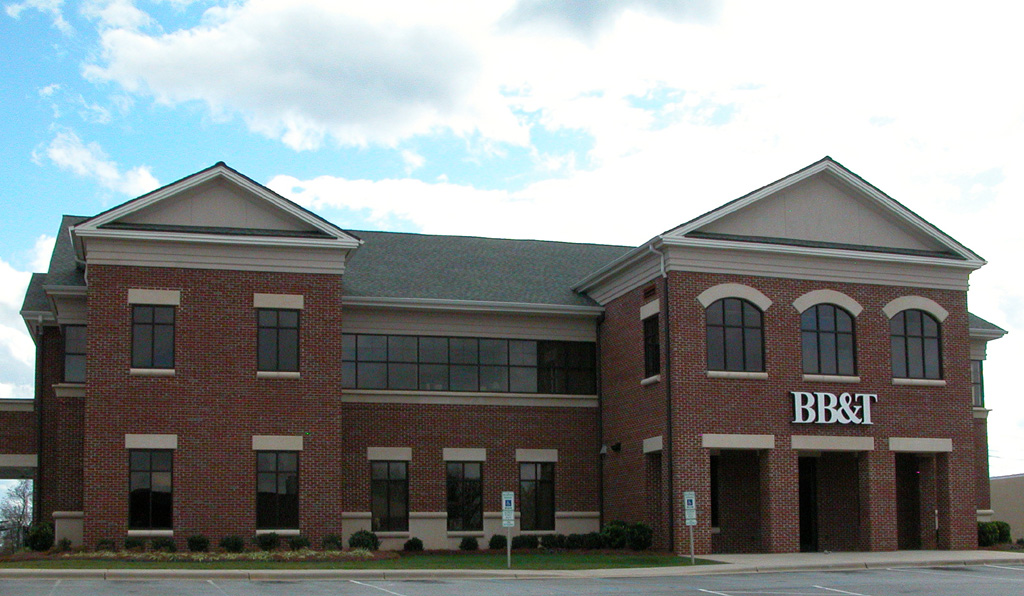
Banque BB&T.
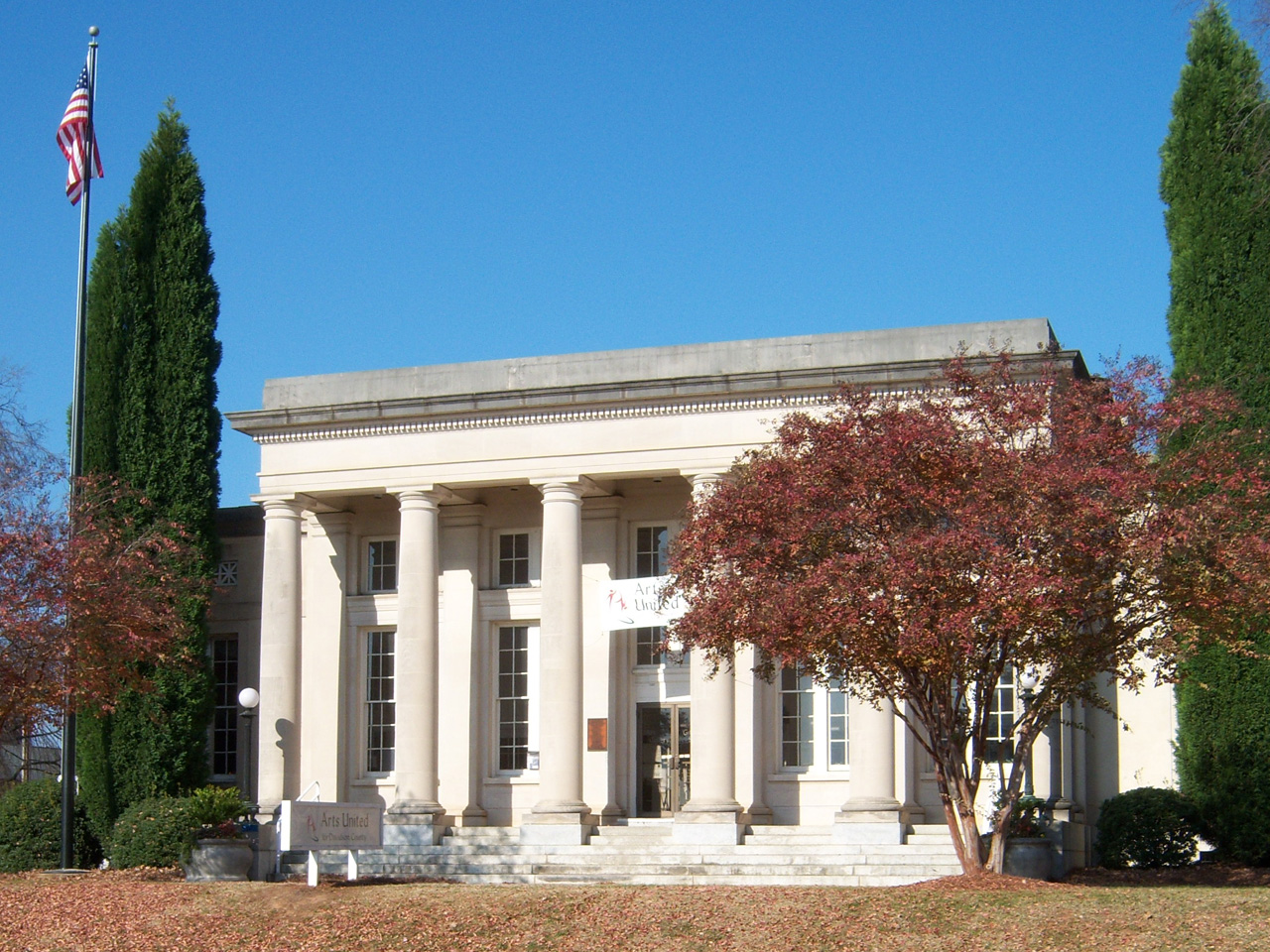
Galerie d'art.
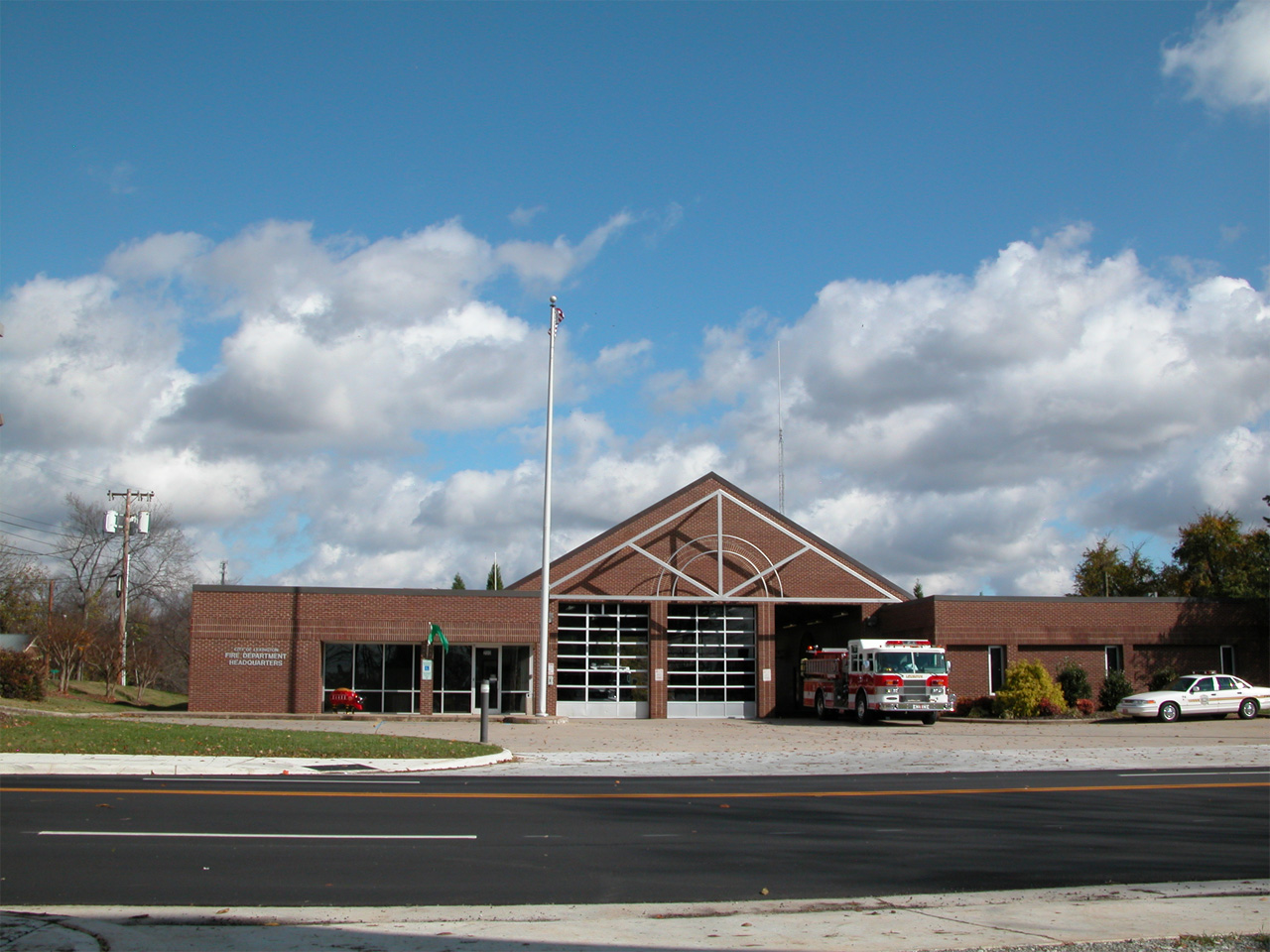
Caserne des pompiers.
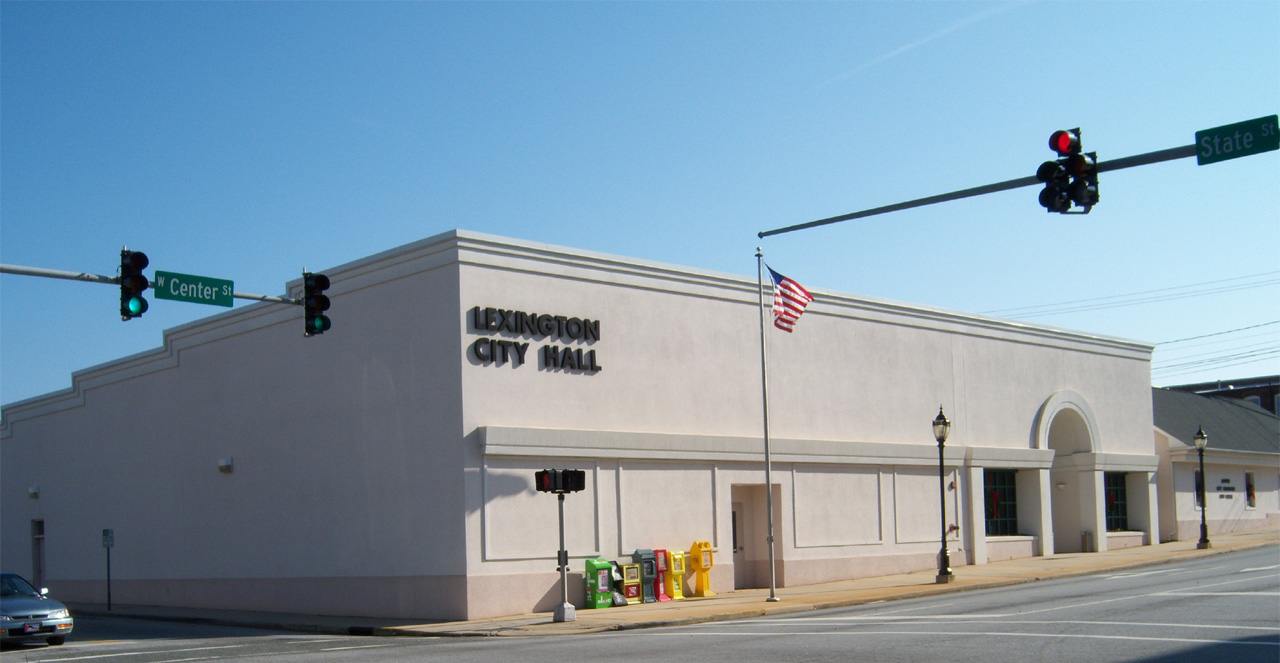
Mairie.
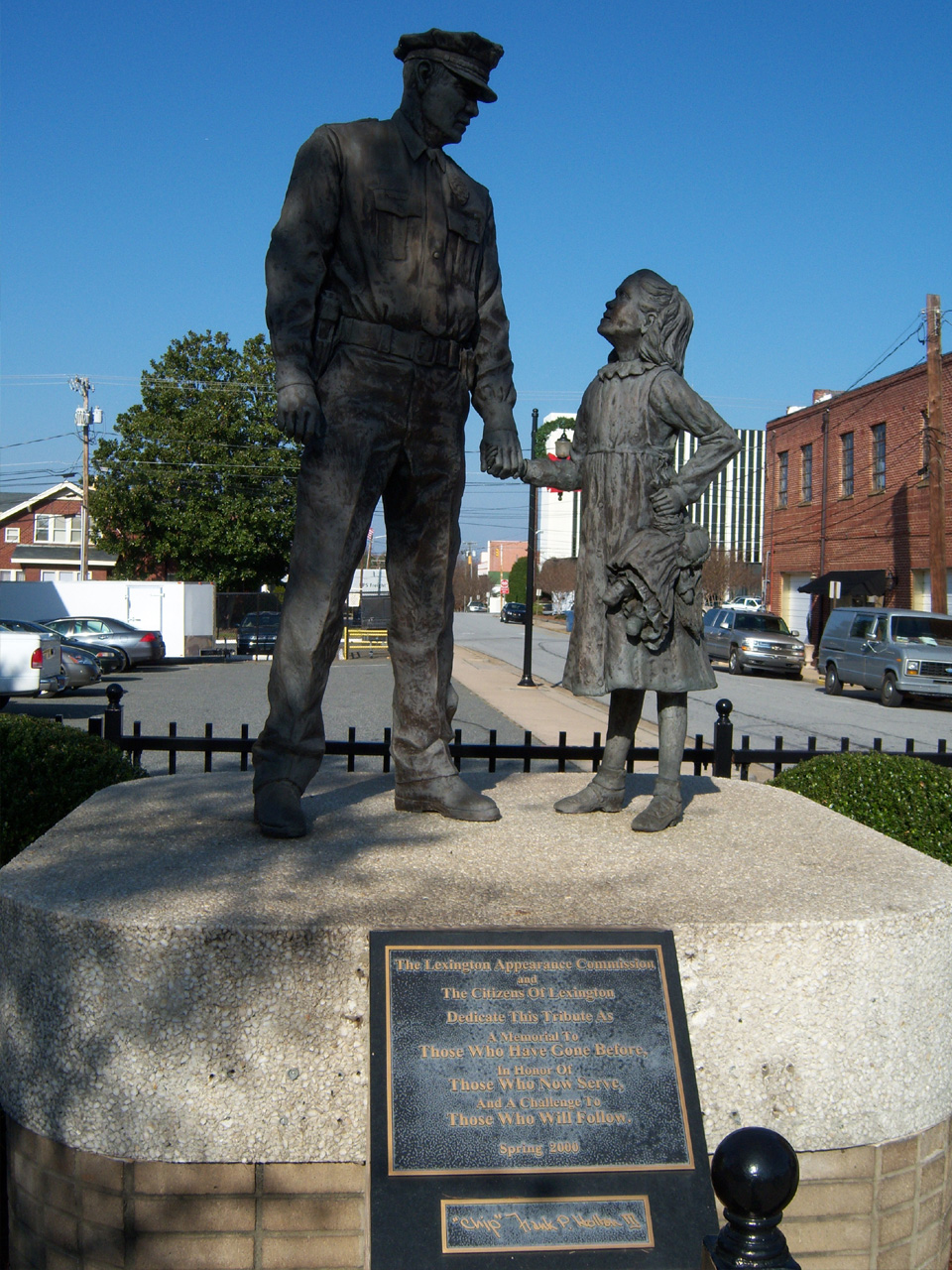
Statue en hommage aux policiers.
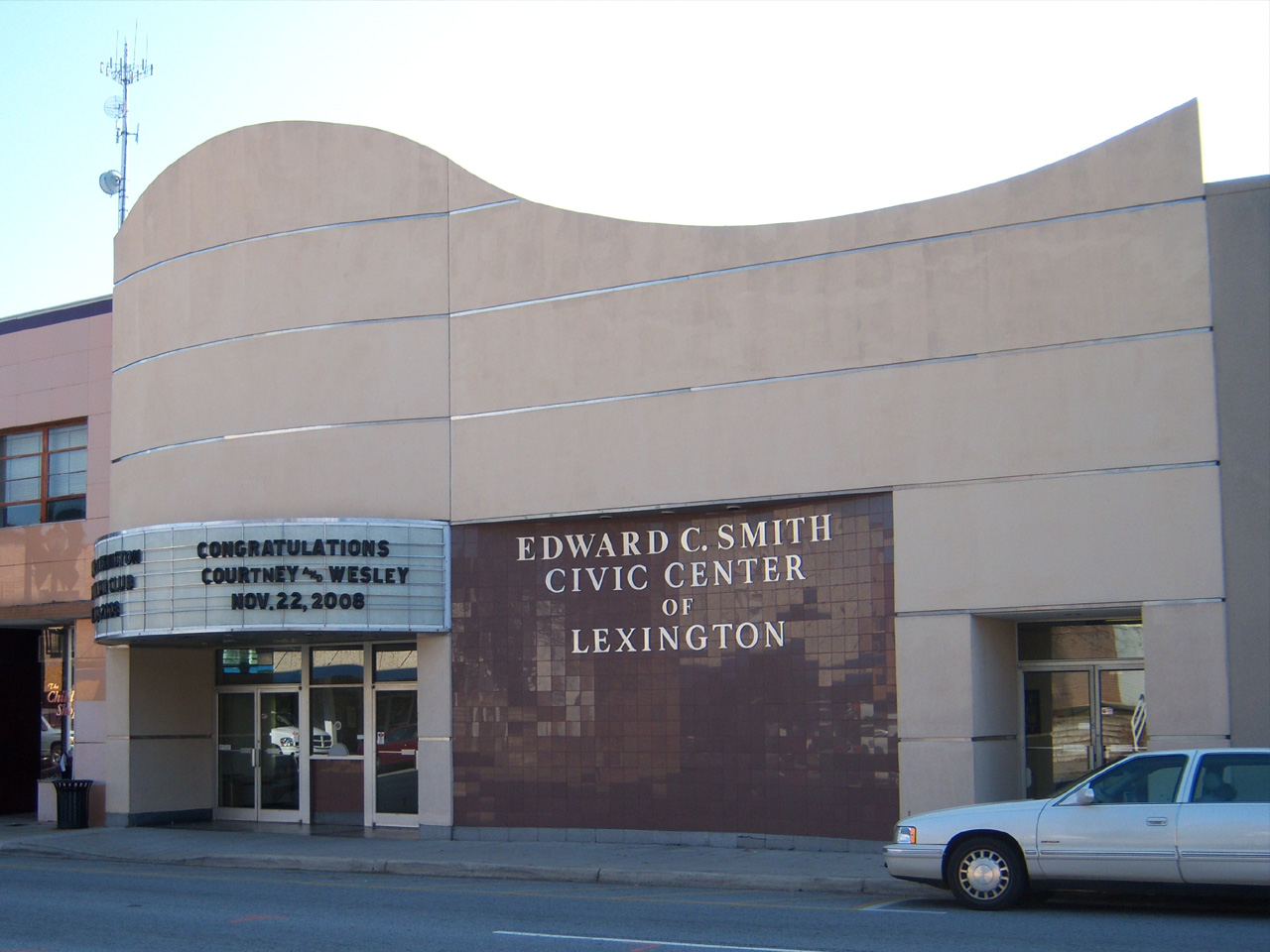
Centre civique Edward C. Smith.
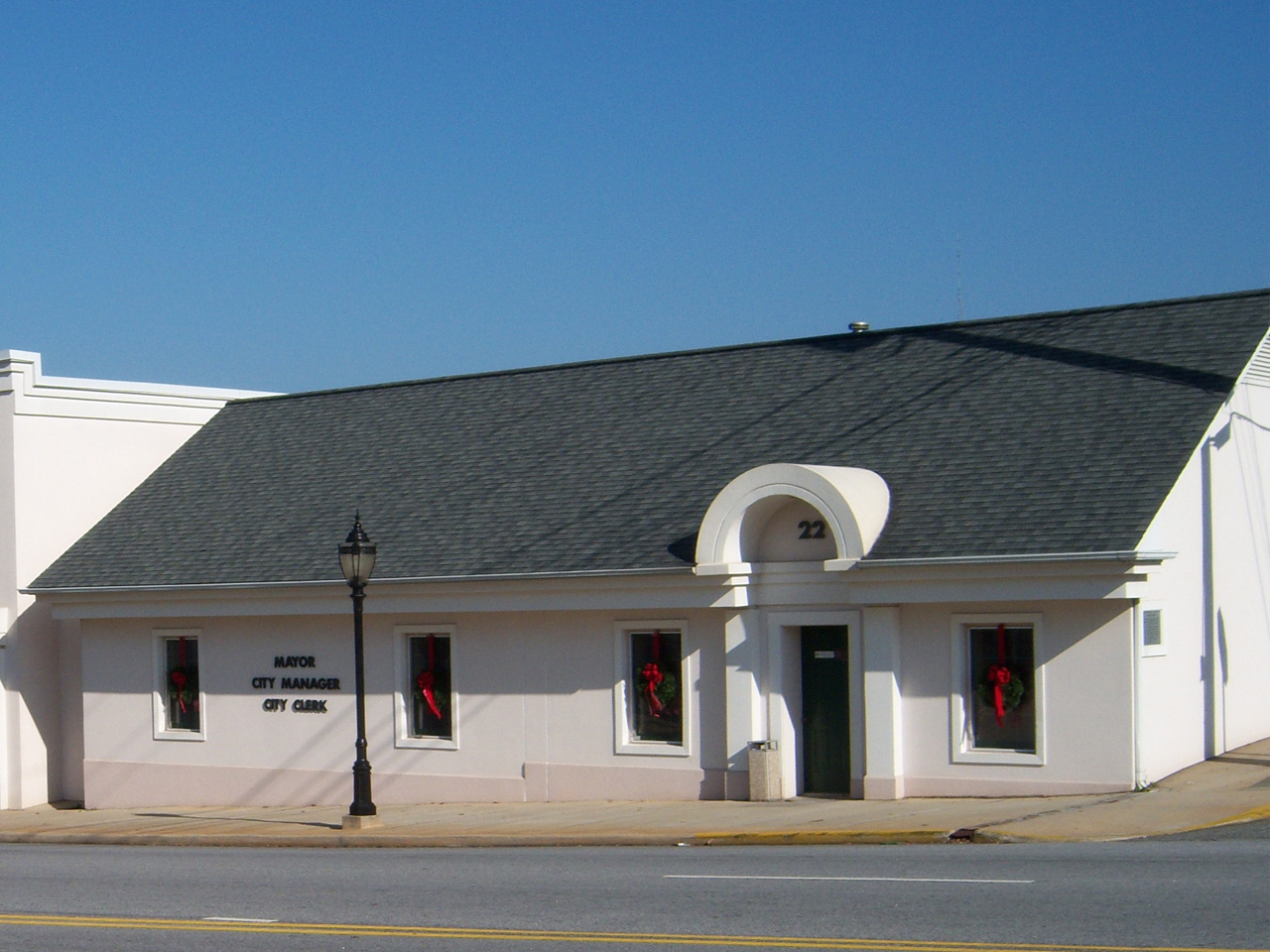
Bureaux du maire.
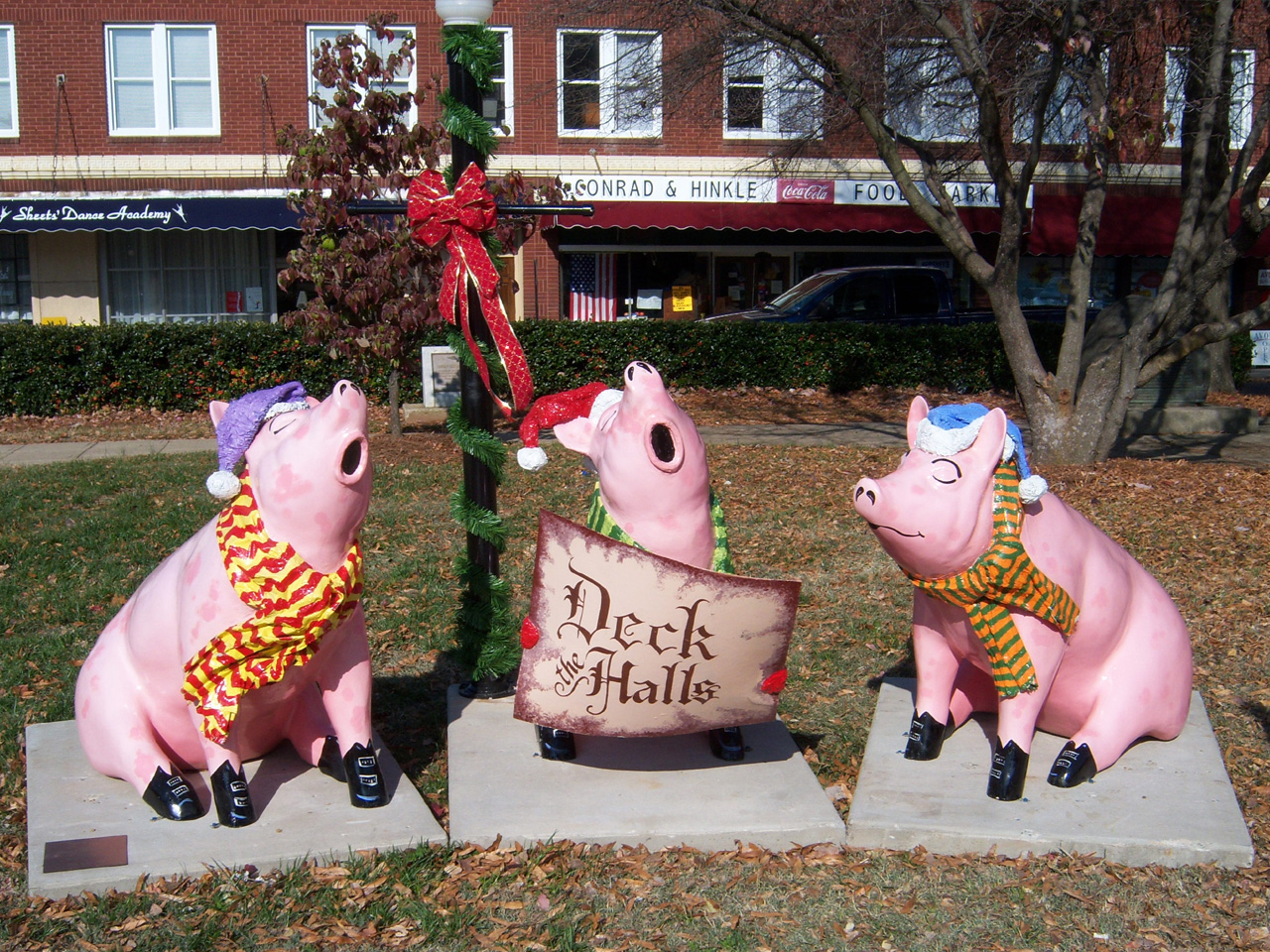
Pigs in the City (en).

## Source
- (en) Cet article est partiellement ou en totalité issu de l’article de Wikipédia en anglais intitulé « Lexington, North Carolina » (voir la liste des auteurs).

1. ↑  (en) « Lexington, NC Population - Census 2010 and 2000 », sur censusviewer.com.
2. ↑  (en) « Population of North Carolina - Census 2010 and 2000 ».
3. ↑  (en) « Language spoken at home by ability to speak english for the population 5 years and over », sur factfinder.census.gov.
4. ↑  (en) « Statistiques des États-Unis - Caroline du nord - Profils des communautés de 2010 » (consulté en novembre 2020)